# 沃伊科維采
50°22′N 19°03′E / 50.367°N 19.050°E
沃伊科維采（波蘭語：Woikowize，[vɔi̯kɔˈvʲit͡sɛ]）是波蘭西利西亞省的一座小城市，屬卡托維治集合城市區及上西利西亞都會區。其地理位置位於西利西亞高地
，臨布琳妮卡河，歷史上屬於小波蘭地區。據2008年統計，人口爲9,368人。

## 外部連結
- 沃伊科維采市網站 （页面存档备份，存于）